# 哈廷惨案
哈廷（俄语：Хаты́нь）是白俄罗斯明斯克州拉戈伊斯基区的一个村庄，距明斯克50公里，曾有26户156个居民。1943年3月22日，为报复苏联游击队袭击德军，该村的几乎所有人都被纳粹德国仆从军队和党卫军屠杀。